# 姚关镇
姚关镇，是中华人民共和国云南省保山市施甸县下辖的一个镇。

## 行政区划
姚关镇下辖以下地区：
姚关村、大乌邑村、杨美寨村、富阳村、蒜园村、山邑村、摆马村、河尾村、陡坡村、雷打树村、瓦窑村和大岭岗村。

## 中国传统村落
- 2012年12月，山邑村被评为首批“中国传统村落”。
- 2013年8月，大乌邑村被评为第二批中国传统村落。